# Астрономски часовник
Астрономски часовник је часовник са специјалним механизмима и бројчаницима који показује астрономске информације као што су релативни положаји Сунца, Месеца, зодијачких констелација и појединих планета. 

## Историја
Механизам са Антикитере је најстарији познати аналогни рачунар и претеча астрономских сатова. Комплексан распоред више зупчаника могао је да обавља функције као што су одређивање положаја сунца, месеца и планета, предвиђање помрачења и других астрономских феномена и праћење датума Олимпијских игара. Истраживања 2011. и 2012. довела су до тога да експертска група истраживача тврди да европски астрономски сатови потичу од технологије антикитерског механизма.
У 11. веку, кинески хоролог, машински инжењер и астроном Су Сонг из династије Сунг направио је астрономски сат на водени погон за своју кулу са сатом у граду Кајфенг. Муслимански астрономи и инжењери су такође конструисали разне високо тачне астрономске сатове за употребу у својим опсерваторијама, као што је астролабички сат Ибн ал-Шатира почетком 14. века.
Астрономски сатови које су развили енглески математичар и свештеник Ричард од Волингфорда у Сент Албансу током 1330-их, и средњовековни италијански лекар и астроном Ђовани Донди дел Орологио у Падови између 1348. и 1364. године су ремек дела свог типа. Више не постоје, али су опстали детаљни описи њиховог дизајна и конструкције, а направљене су и модерне репродукције. Преносни односи у старим уређајима су можда били изврсно израчунати, али њихова производња је била нешто изнад механичких могућности тог времена, и никада нису радили поуздано. Механизам за мерење времена у скоро свим овим часовницима до 16. века имао је грешке од најмање пола сата дневно. Иако је сваки астрономски сат другачији, они деле неке заједничке карактеристике.

## Историјски примери
Један од најпознатијих оваквих часовника је на староградској већници у Прагу, Чешка. Познат је као „Pražský orlој“ (Орлој - прашки астрономски сат). Централни део завршен је 1410. Четири фигуре се покрећу сваког сата, а „Смрт“ (представљена скелетом) мери време. За сваки сат постоји по једна статуа Дванаест апостола на постољу изнад сата, а свих дванаест се показују у подне. Показивач календара је додат 1870. испод сата. За време Другог светског рата сат су готово уништили нацисти. Захваљујући херојским напорима грађана Прага најважнији делови сата су сачувани. Постепено је обнављан до 1948. Сат је 1979. још једном очишћен и реновиран. Према локалној легенди град ће задесити велика несрећа ако се сат запусти, па се зато стално одржава у добром стању.
Оломоуц, бивши главни град Моравске у источном делу Чешке Републике, такође има један импресиван астрономски сат на главном тргу. На кули Старе градске куће у Литомишлу налази се астрономски сат у стилу арт нуво, постављен 1907. године.У Храму хмеља и пива, у Жатецу, музејском и забавном комплексу посвећеном пиву, постоји астрономски сат на коме зодијачки знак илуструје годишње процесе производње пива.
Астрономски сат у забату зграде у улици Марије Терезије бр. 17–19 у Инсбруку је копија астрономског сата са Градске куће у Улму из 20. века. На фасади градске куће у Појербаху налази се сат са астролабом, увећана копија оригиналног астролаба Георга фон Појербаха из 1457. године.
Музеј науке у Лондону има верну копију 'Свемирске машине', који је 1092. направио Су Сунг у Кини. 
Конструисана је од оригиналних описа и механичких цртежа Су Сонга. Овај велики астрономски сат био је висок десет метара а радио је помоћу пада воде и живе.
У цркви Сен Леже у Мунстеру у Француској, налази се Сат стварања, постављен 2008. Он показује време, дане у недељи, месеце и зодијак, и фазе месеца. Версајска палата у близини Париза (Версај) има раскошан стони астрономски сат у рококо стилу који су један сајџија и инжењер правили 12 година. Поклоњен је Лују XV 1754. Gros Horloge (велики сат) у Руана је чувени астрономски сат из 14. века, а налази се у истоименој улици. Катедрала Сен Жан у Лиону такође има астрономски сат из 14. века.
У цркви Свете Марије у Штендалу, у Немачкој, астрономски сат из 1580-их, обновљен 1856. (и вандализован од стране часовничара), и рестауриран 1977. године. .Градска кућа Шрамберга има астрономски сат постављен 1913. године.
Астрономски сат на катедрали Лунд у Шведској, Horologium mirabile Lundense направљен је крајем 14. века. Пошто је био у складишту од 1837, рестаурисан и враћен на место 1923. Када ради, чује се музика In dulci jubilo са најмањих оргуља у цркви, док шест дрвених фигура, које представљају три мага и њихове слуге, пролазе поред Богородице и Исуса. 
Градска већница у Копенхагену има комплетан астрономски сат, који се налази у једној просторији. Сат је правио преко 50 година астроном аматер и професионални сајџија Јенс Олсен. Склапан је од 1948. до 1955. Између 1995. и 1997. сат је комплетно рестауриран.
Zytglogge у Берну је познати астрономски сат из 15. века који се налази у главном граду Швајцарске.
Сат на палати Palazzo della Fraternita dei Laici, у Арецу постављен 1552. године, показује фазу месеца и време. У Басано дел Грапа, 24-часовни бројчаник са знаковима зодијака на Palazzo del Municipio, први пут постављен 1430. године, реконструисан од стране Бартоломеа Ферачине 1747. године.
У Бреши постоји астрономски сат датиран око 1540–1550. на Кули са сатом. Торањ са сатом на улазу у градско гробље Мерано, поставио је 1908. године Филип Хорц из Улма, са приказом месеца, зодијака и фазе месеца. Сахат кула на Пјаца Тре Мартири у Риминију има сат инсталиран 1750. године са приказом датума, зодијака, месечевих фаза и времена. Астрономски сат из 1596. године је у Порта Оскура у Трапанију, са бројчаником за сате, зодијачким знацима, и лунарним бројчаником.
Недавно је часовничар Кристијан ван дер Клаув направио ручни астролаб, „Astrolabium 2000.“ Улис Нарден такође продаје астрономске ручне сатове, „Astrolabium“, „Planetarium“ и „Tellurium J. Kepler“.